# John Dorian
Jonathan Michael Dorian, généralement appelé J.D. est le personnage principal de la série américaine Scrubs. Il est interprété par Zach Braff. JD est également le narrateur dans la plupart et exprime en voix off ses pensées et ses sentiments.
Au début de la série, il entame son internat de médecine à l'hôpital du Sacré Cœur, en compagnie de son meilleur ami, Christopher Turk, qui fait son internat en chirurgie. Avec Elliot Reid, l'une de ses meilleures amies, il va vivre de nombreuses relations amoureuses durant les neuf saisons que compte la série.

## Sa vie au Sacré Cœur
La première personne qu'il rencontrera dans l'hôpital est le concierge, qui fait alors une de ses farces pour trouver son nouveau souffre-douleur : alors qu'il faisait semblant de réparer une porte qui ne se fermait plus, J.D. suggère une pièce coincée, que le concierge « trouvera » et utilisera pour martyriser le jeune interne.
Rapidement, il se prendra d'affection pour le docteur Perry Cox, qu'il prendra comme mentor malgré le profond mépris que son responsable affiche à son égard : il ne l'appelle jamais par son prénom, mais « bizut » ou divers prénoms féminins, et met en doute constamment de ses talents de médecin dans des diatribes très moqueuses.
Il sympathisera avec les infirmières, notamment Carla et Laverne.
Au début de sa quatrième année, il deviendra co-chef des internes avec Elliot Reed, position qui le mettra d'abord mal à l'aise, se trouvant meilleur qu'elle, avant d'accepter et de lui laisser son titre.
Au bout de huit ans de travail au Sacré-Cœur, il décide de quitter l'hôpital pour la clinique St-Vincent, pour un poste de chef de médecine, mieux payé, mais aussi pour se rapprocher de son fils.
Il y revient quand le Sacré-Cœur devient une école de médecine, faisant tout pour être un professeur apprécié de ses élèves, y voyant une compétition avec ses anciens collègues. Il devient ainsi une sorte de mentor pour Lucy Bennett, une jeune élève aussi fantasque que lui. Son départ laissera un grand vide pour Turk et Lucy, chacun retrouvant finalement un être avec qui partager leurs envies.

## Vie privée

### J.D. et sa famille
John vient d'une famille avec peu de moyens. Ses parents ont divorcé quand il était jeune, et sa mère enchaîne depuis les liaisons amoureuses et les divorces. Contrairement à son père et à son frère, sa mère (dont le prénom serait Barbara) n'apparaîtra jamais à l'écran, du moins son visage car dans un épisode de la saison 4 on peut voir ses mains.
Sam, son père, travaillait dans le commerce de fournitures de bureau, où il gagnait mal sa vie. Il meurt d'une crise cardiaque pendant la saison 4.
Dan, son grand frère, est encore plus immature que J.D. : jusqu'à la saison 6, il vivait dans un appartement au-dessus du garage de sa mère, et travaillait dans un bar. Ses visites étaient ponctuées de farces visant à effrayer son frère. Quand J.D. lui fit réaliser sa situation, il se reprit en main et trouvera un meilleur emploi dans l'immobilier.
Sam Perry Gilligan, son fils, nait au début de la saison 7 de sa brève liaison avec le docteur Kim Briggs. Il l'a baptisé ainsi en hommage à son père, le Dr Cox, et le prénom Gilligan vient d'un pari qu'il aurait perdu contre Turk. C'est elle qui a la garde de l'enfant, mais J.D. vient le voir régulièrement. Il aura également une fille avec Elliot Reid au cours de la saison 9.

### J.D. et ses amis
J.D. et Christopher Turk se connaissent depuis on ne sait quand (cf. la soirée de Thanks giving qu'aurait passé J.D. chez Turk quand il avait 12 ans, montrant qu'ils se connaissaient depuis longtemps), ils partagent la même chambre dès le lycée. Depuis, ils sont les meilleurs amis du monde, partageant des passions pour les films de série B et la nourriture, et vivant avec Rowdy, un chien empaillé qu'ils traitent comme s'il était vivant. Leurs jeux puérils, comme le « plus grand médecin du monde » ou l'« aigle », sont très démonstratifs de leur bromance.

J.D. et Turk seront colocataires, avant que J.D. ne quitte l'appartement pour laisser Turk et Carla mener leur vie de couple, ce qui ne l'empêche pas de revenir régulièrement.
J.D. sera un bon ami de Carla également. Elle le surnomme affectueusement « Bambi » pour son côté candide durant les premières années d'internat, mais aussi parce qu'elle lui a appris comment « marcher » (devenir un médecin). La relation entre J.D. et Turk lui laisse des doutes sur les sentiments de son mari.
Le docteur Perry Cox deviendra malgré lui un mentor pour J.D. Ne supportant pas sa personnalité, Cox va s'attacher à lui remettre les pieds sur terre et l'aider à passer les moments difficiles, comme les morts de patients auxquels ils s'étaient attachés. J.D. lui rendra la pareille lorsque Cox a plongé dans une semaine de mutisme et d'alcool après une nuit de garde où Cox s'était battu pour plusieurs patients, tous morts à la suite d'une série de mauvaises décisions.

### J.D. et les femmes
J.D. aura de nombreuses relations intimes avec différentes femmes, la plus importante et la plus compliquée est celle avec Elliot Reid. Après avoir vécu trois semaines intenses avant de rompre d'un commun accord durant la première année, J.D. reviendra vers elle alors qu'elle se retrouve seule, mais elle ne désire mettre aucun sentiment dans leur relation, devenant de simples « copains de lit ». Durant la troisième année, J.D. la fera rompre par jalousie pour qu'elle revienne vers lui, jusqu'à ce qu'il réalise qu'il n'a plus aucun sentiment amoureux pour elle. La transition vers une amitié sincère sera rude. Dans le dernier épisode de la saison 6, alors qu'Elliot doit se marier et J.D. va être père, ils sont sur le point de s'embrasser dans un moment de panique. Ils décidèrent que ce « presque-baiser » ne signifiait rien, et choisiront de rester amis et colocataires. Ils finiront par se remettre ensemble au début de la saison 8. Dans le dernier épisode, on peut voir un flash forward présentant l'avenir du couple, où ils se marient et ont un enfant, rêverie qui se concrétise à la saison 9.
Une autre femme qui compte énormément pour J.D. est l'urologue Kim Briggs, qui après leur première nuit tombera enceinte de lui à la suite d'un rapport sans pénétration. Le départ de Kim pour Tacoma, puis l'annonce d'une fausse couche les éloigneront durant la saison 6, avant qu'ils ne se retrouvent 8 mois plus tard dans un congrès à Phoenix, où Kim affiche sa grossesse. J.D. ne lui pardonnera pas ses mensonges. Malgré l'absence de sentiments, J.D. choisira de vivre avec elle pour son fils, Sam, afin que celui-ci ne grandisse pas avec des parents séparés tout comme lui. Mais la cohabitation échoue rapidement, et elle partira dans un autre hôpital. On la revoit dans la saison 8, où elle fréquente Sean Kelly, un ex-petit ami d'Elliot, ce qui met les deux couples très mal à l'aise.
Parmi les autres relations, on peut citer Jordan Sullivan, l'ex-femme du Docteur Cox, avec qui il a couché une fois dans la saison 1, ainsi que sa sœur, Danni Sullivan. On peut également rajouter la nièce d'une patiente lors de la saison 5, Julie, avec qui il rompra en raison de leur différence d'âge et de leurs attentes différentes de leur relation, J.D. étant prêt à s'installer et pas elle.

## Autour du personnage
- Le nom du personnage vient du Dr Jonathan Doris, conseiller médical sur la série et ami de lycée du créateur de la série Bill Lawrence[1].

- Avant de décrocher le rôle de J.D., Zach Braff travaillait comme serveur.

Il s'est beaucoup impliqué dans la série, proposant John Ritter, son modèle en tant que comédien, pour incarner son père à l'écran. À la mort de ce dernier, un épisode hommage de la saison 4 lui sera dédié, épisode dans lequel on apprend la mort du personnage de Sam Dorian.